# Marie Louise Coleiro Preca
Marie Louise Coleiro Preca (Qormi, 7 dicembre 1958) è una politica maltese, presidente della Repubblica dal 2014 al 2019, succeditrice di George Abela.
È la seconda donna ad assumere questa carica, dopo Agatha Barbara (1982-1987). È stata la più giovane capo di stato maltese.

## Biografia
Nata a Qormi nel 1958, ha studiato presso l'Università di Malta dove si è laureata in studi umanistici e legali e ha ottenuto un diploma di notaio. 

### Incarichi politici
- Membro del Forum dei Giovani Laburisti
- Deputato fra le file del Partito laburista dal 1998 al 2014
- Ministro della Famiglia e della Solidarietà Sociale 2013 al 2014[2]

Il 1º marzo 2014 ha accettato la candidatura per il partito laburista alla presidenza della repubblica, risultandone eletta il 4 aprile successivo.